# بافل بتروف
بافل بتروف (بالروسية: Петров, Павел Павлович)‏ هو راكب الكنو روسي، ولد في 20 مارس 1987 في خجندة في طاجيكستان.